# Crepidonellus
Crepidonellus es un género de coleópteros adéfagos perteneciente a la familia Carabidae. 

## Especies
Relación de especies:
- Crepidonellus endroedyi Basilewsky, 1975
- Crepidonellus latipalpis Basilewsky, 1988
- Crepidonellus migromaculatus Basilewsky, 1959
- Crepidonellus pusillus (Peringuey, 1888)
- Crepidonellus youngai Basilewsky, 1988